# Iaramor
Iaramor (en rus: Ярамор) és un poble de la República de Marí El, a Rússia, que en el cens del 2010 tenia 584 habitants. Pertany al districte rural de Voljsk.